# Maria Frô
Maria da Conceição Carneiro Oliveira, mais conhecida como “Maria Frô” (Santos, 1963), é uma professora, historiadora e autora de livros didáticos de História brasileira.

## Prêmios
- Prêmio Jabuti de Literatura 2005

## Obras
- Cadernos Eletrônicos (10 volumes). São Paulo: LIDEC; Escola do Futuro; USP, Governo do Estado de São Paulo; Imprensa Oficial, 2003/2004.
- Pensar e Construir História (1ª a 4ª séries). São Paulo: Ed. Scipione; 2004; (Guia PNLD-2004).
- Pensar e Construir Geografia (1ª a 4ª séries). São Paulo: Ed. Scipione, 2004; (Guia PNLD-2004).
- Paratodos História (1ª a 4ª séries). São Paulo: Ed. Scipione, 2004. Prêmio Jabuti de Literatura ano 2005; (Guia PNLD-2007).
- História em Projetos (5ª a 8ª séries), Ed. Ática, 2007. (Guia PNLD-2008) Melhor avaliação entre as aprovadas sob a coordenação do MEC.